# Cooköarna i olympiska sommarspelen 1992
Cooköarna deltog i de olympiska sommarspelen 1992 med en trupp bestående av två deltagare, men ingen av dessa erövrade någon medalj.

## Friidrott
Herrarnas 100 meter
- Mark Sherwin
  - Heat — 11,53 (→ gick inte vidare)